# Viêm tĩnh mạch
Viêm tĩnh mạch, phlebitis, venitis là việc viêm của một tĩnh mạch, thường là ở chân. Nó thường xảy ra trong các tĩnh mạch nông. Viêm tĩnh mạch thường xảy ra kết hợp với huyết khối và sau đó được gọi là huyết khối hoặc huyết khối tĩnh mạch nông. Không giống như huyết khối tĩnh mạch sâu, xác suất huyết khối tĩnh mạch nông sẽ khiến cục máu đông vỡ ra và được vận chuyển thành từng mảnh vào phổi là rất thấp.

## Dấu hiệu và triệu chứng
- Đỏ và sưng cục bộ
- Đau hoặc rát dọc theo chiều dài của tĩnh mạch
- Tĩnh mạch cứng và giống như dây buộc [2]

Thường có một sự khởi đầu chậm chạp với một khu vực màu đỏ mềm dọc theo các tĩnh mạch nông trên da. Một khu vực dài, màu đỏ mỏng có thể được xem là tình trạng viêm theo tĩnh mạch nông. Khu vực này có thể cảm thấy cứng, ấm áp và mềm. Vùng da xung quanh tĩnh mạch có thể bị ngứa và sưng. Khu vực có thể bắt đầu nhói hoặc bỏng. Các triệu chứng có thể tồi tệ hơn khi chân bị hạ thấp, đặc biệt là khi lần đầu tiên ra khỏi giường vào buổi sáng. Sốt cấp thấp có thể xảy ra. Đôi khi viêm tĩnh mạch có thể xảy ra khi bắt đầu đường truyền tĩnh mạch ngoại biên. Các khu vực xung quanh có thể bị đau và mềm dọc theo tĩnh mạch.

## Nguyên nhân
Viêm tĩnh mạch thường do chấn thương cục bộ gây ra tĩnh mạch, thường là do đặt ống thông tĩnh mạch. Tuy nhiên, nó cũng có thể xảy ra do biến chứng của các rối loạn mô liên kết như lupus, hoặc ung thư tuyến tụy, vú hoặc buồng trứng. Viêm tĩnh mạch cũng có thể là kết quả của một số loại thuốc và thuốc gây kích thích tĩnh mạch, chẳng hạn như desomorphin.
Viêm tĩnh mạch hời hợt thường thể hiện như một dấu hiệu sớm trong thromboangiitis tắc nghẽn (bệnh Buerger của), một chứng viêm mạch có ảnh hưởng đến động mạch vừa và nhỏ và tĩnh mạch thường gắn liền với hút thuốc lá.